# Labeobarbus progenys
Labeobarbus progenys är en fiskart som först beskrevs av Boulenger, 1903.  Labeobarbus progenys ingår i släktet Labeobarbus och familjen karpfiskar. IUCN kategoriserar arten globalt som livskraftig. Inga underarter finns listade i Catalogue of Life.